# Хасан Моглица
Хасан Сула Шермети (на албански: Hasan Sulë Shermeti), по известен като Хасан Моглица (Hasan Moglica), е виден албански възрожденец, просветен и религиозен деец, обявен от албанската държава за „мъченик на албанския език и албанската нация“.

## Биография
Роден е в 1854 година в голобърденското село Моглица, тогава в Османската империя, днес в Албания, чието име носи като прякор. Семейството му е мигрирало от Дебър. Баща му е строител и взима при пътуванията си Хасан със себе си още от ранната му възраст. Освен че помага на баща си, той учи в местните училища. Първо посещава мектеб, начално религиозно училище, в Пекин и тъй като показва добри способности, баща му го записва в медресето в Елбасан. Там той научава османски турски и персийски език. След като завършва медресето, заминава за Цариград, където учи теология и инженерство.
След завръщането си у дома, започва да работи като имам на местната джамия. Същевременно участв и в местни инженерни работи, като изграждане на дренажни системи, водни мелници и други. Вдъхновен от движението за албанско национално пробуждане, Моглица е въвлечен в опитите за разпространение на албанско образование. Той е делегат от Голо бърдо в Призренската лига от юни 1878 година. Моглица е един от организаторите и основните участници в няколко срещи, Дебърският клон на Лигата провежда през есента на 1878 година – на 14 октомври, на 1 ноември и най-важната на 20 октомври, известна като Дебърската среща (Kuvendi i Dibrës). На Дебърската среща местните лидери решават как ще приложат решенията на Лигата. Срещата протестира за пореден път срещу решенията на Берлинския конгрес и иска обединението на всички албански санджаци в един вилает. Дори след закриването на Лигата, Моглица продължава дейността си в районите на Дебър, Елбасан и Голо бърдо, като създава и собствена въоръжена чета. Моглица е назначен за мюдерис в Голо бърдо.
Моглика продължава да налага албанския език в образованието и в началото на XX век. Той доставя и разпространява около 5000 албански буквара, отпечатани от албанските колонии в Букурещ, София и Цариград. В 1909 година участва в Дебърския конгрес като представител на Голо бърдо заедно с Дан ага Цами и Хазиз Ходжа ефенди Лила и в Елбасанския конгрес, известен като Конгреса на албанските училища. В създаденото от конгреса Елбасанско нормално училище, се записват много ученици от района, в който действа Моглица – през първата учебна година от общо 29 души има 9 ученици от Голо бърдо. По лична инициатива на Моглица е организирана местна среща в Клене (Kuvendi i Fushë-Klenjës), на която Моглица пропагандира и разяснява на местното население значението на образованието, албанската азбука и училищата и ги призовава да изпращат децата си в новосъздадените училища. Моглица отваря училище в своя район през 1904 година, като превръща къщата си с 28 стаи в огромна библиотека. Къщата е изгорена от войниците на Тургут паша в 1908 година.
По време на Балканската война в Дебърско навлиза сръбската армия. По време на Първата световна война в района се появяват няколко паравоенни организации. През 1914 година Моглица е арестуван от привържениците на Есад паша Топтани, който поддържа тесни връзки със Сърбия. Изпратен е в Елбасан и за да го унижат, го развеждат по улиците със седло на гърба. Лежи в затвора три месеца и бяга по време на създалия се вакуум при настъплението на сръбската армия към Елбасан срещу проосманските бунтовници на Хаджи Камили. Връща се в селото си в началото на 1915 година, но остава в списъка на издирваните от сръбската армия, която изгаря дома му. Семейството му се изселва на юг в района на Черменика. Сърбите арестуват единствения му син Осман, също местен учител, и предлагат на Моглица да се предаде в замяна на живота на сина му. Моглица се съгласява на размяната и сръбските власти му предлагат да подпише петиция западната част на Дебърско, включително районите Колгрек, Каптина, Вервяк, Кяфа Буал, Кяфа Мура до Лура да бъде анексирана от Сърбия. След като отхвърля предложението, той е накаран да изкопае собствения си гроб, застрелян и все още жив погребан.
В 1975 година посмъртно Моглица е обявен от парламента на Албания за „уважаван патриот“, заедно с други важни фигури на Албанското възраждане. В 1999 година вестник „Дибра“ го обявява за „дебранин на века“ в проучване на базата на гласуване. В родното му село има музей, посветен на него, а училището в Големо Окщун се казва „Хасан Моглица“.